# Pararge posticoexcessa
Pararge posticoexcessa är en fjärilsart som beskrevs av Barend J. Lempke 1935. Pararge posticoexcessa ingår i släktet Pararge och familjen praktfjärilar. Inga underarter finns listade i Catalogue of Life.